# Euglossa viridifrons
Euglossa viridifrons är en biart som beskrevs av Dressler 1982. Euglossa viridifrons ingår i släktet Euglossa, tribus orkidébin, och familjen långtungebin. Inga underarter finns listade.